# Tanedjemet
Tanedjemet ou mais precisamente Tanedjemy ou Tanodjmy ( tʒnḏmy ) é uma filha do rei ( sʒt-nsw ), esposa do rei ( ḥmt-nsw ) e Amada do Alto e Baixo Egito ( ḥnwt šmʿw tʒ-mḥw ) do período do Novo Império, conhecida apenas pelo seu túmulo no Vale das Rainhas . Apesar de a sua identidade e conexões não terem sido declaradas por nenhuma fonte sobrevivente, as evidências circunstanciais foram interpretadas como meios que comprovam quase certamente ser esposa de Seti I e provavelmente filha de Horemheb.

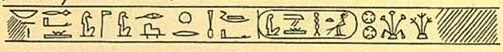
Inscrição do túmulo de Tanodjmy (QV 33) no Vale das Rainhas com a leitura errônea e obsoleta Tahemy (Lepsius 1900: 236)